# Садове (Роменський район)
Садо́ве —  село в Україні,  Сумській області, Роменському районі. Населення становить 17 осіб. Входить до складу Роменської міської громади. До 2020 орган місцевого самоврядування - Коржівська сільська рада.

## Географія
Село Садове розташована на правому березі річки Сула, вище за течією на відстані 2 км розташоване село Піски, нижче за течією на відстані 0.5 км - село Коржі, на протилежному березі - села Попівка та Біловод.
Річка у цьому місці звивиста, утворює лимани, стариці та заболочені озера.

## Історія
Село постраждало внаслідок геноциду українського народу, проведеного урядом СРСР 1923-1933 та 1946-1947 роках.
12 червня 2020 року, відповідно до розпорядження Кабінету Міністрів України № 723-р «Про визначення адміністративних центрів та затвердження територій територіальних громад Сумської області», село увійшло до складу Роменської міської громади.
19 липня 2020 року, в результаті адміністративно-територіальної реформи та ліквідації Роменського району(1930—2020), увійшло до складу новоутвореного Роменського району.

## Населення

### Мова
Розподіл населення за рідною мовою за даними :
| Мова       | Кількість | Відсоток |
| ---------- | --------- | -------- |
| українська | 51        | 98.08%   |
| російська  | 1         | 1.92%    |
| Усього     | 52        | 100%     |